# Concours Leventritt
Le Concours Leventritt (Leventritt Competition) était un très prestigieux concours international de pianistes et violonistes de musique classique. Il a été fondé en 1939 par la fondation Edgar M. Leventritt de Cold Spring, à New York, à la mémoire du juriste Edgar M. Leventritt.
Plus récemment, le Concours van Cliburn de Fort Worth, au Texas, a attiré plus de publicité. En revanche, le Concours Leventritt, désormais abandonné, qui se tenait à New York, était moins populaire, mais fixait des normes plus élevées qui a produit plus de musiciens exceptionnels, notamment Van Cliburn lui-même. Le prix Leventritt a été donné avec parcimonie et aucun prix n'était décerné si le jury estimait que la norme requise n'avait pas été atteinte.

## Lauréats
- 1981 : Cecile Licad, piano (Licad a reçu le prix bien qu'aucun concours n'ait été organisé)
- 1976 : Pas de premier prix décerné[2]
- 1969 : Joseph Kalichstein, piano[3]
- 1967 : Chung Kyung-wha, violon et Pinchas Zukerman, violon (lauréats)[4]
- 1965 : Tong-Il Han, piano[5]
- 1964 : Itzhak Perlman, violon[6]
- 1962 : Michel Bloc, piano
- 1959 : Malcolm Frager, piano[7],[8]
- 1958 : Arnold Steinhardt, violon[9]
- 1957 : Anton Kuerti, piano
- 1955 : Betty-Jean Hagen, violon[10]
- 1954 : Van Cliburn, piano[11]
- 1949 : Gary Graffman, piano
- 1947 : Alexis Weissenberg, piano
- 1946 : David Nadien, violon
- 1945 : Louise Meiszner, piano
- 1943 : Eugene Istomin, piano
- 1941 : Sidney Foster, piano